# 唐納·蘇德蘭 (探險家)
唐納·蘇德蘭（英語：Donald Sutherland，1843/1844年 – 1919年10月24日）是一位生於蘇格蘭的19世紀末紐西蘭探險家。蘇德蘭生於蘇格蘭維克，並在義大利統一運動期間於千人團中服役。蘇德蘭後來到紐西蘭奧塔哥大區掏金，並在之後加入紐西蘭軍隊和參與紐西蘭土地戰爭。1877年，蘇德蘭開始在米爾福德峽灣中隱居並探索峽灣。在蘇德蘭結婚之後，他和他的妻子在峽灣裡運營一間旅社直到蘇德蘭離世。當地的蘇德蘭瀑布即以他命名。

## 早年
蘇德蘭於1843到1844年間在維克出生。在蘇德蘭16歲時，他加入一個駐紮在喬治堡的民兵組織，並在之後在千人團中擔任志願役。1860年，千人團在拿坡里解散，蘇德蘭回到英國並擔任國內船運的水手。

## 定居紐西蘭
在搭乘阿爾弗雷德王子號抵達但尼丁後，蘇德蘭因當時因為鄰近的加布里埃爾隘谷發現了黃金使整個奧塔哥陷入一股淘金潮而離開了海運公司並到了隘谷附近開始淘金，但一無所獲。他在1863年12月前往北島成為一名民兵，並在之後參與了紐西蘭土地戰爭。作為一名運水兵，蘇德蘭曾被允諾得到鄰近劍橋的一塊地，但是過了不久因為蘇德蘭想成為一名海豹獵人而離開了部隊，前往南島的菲奧德蘭。然而蘇德蘭最後無法成為一名優秀的海豹獵人，於是他在西岸大區重操舊業，繼續淘金。

### 擔任武裝警衛
1868年，由於淘金失敗，蘇德蘭加入了當時的紐西蘭常駐武裝警衛隊（該警衛隊為紐西蘭國防軍的前身）並參與了許多和當地毛利人的武裝衝突。蘇德蘭最終以下士的軍階退役，並在之後得到一枚紐西蘭戰爭勳章。

## 晚年
在蘇德蘭僅剩的歲月裡，他的姪子來到米爾福德峽灣和蘇德蘭的妻子一起經營木屋旅社。在紐西蘭政府的推動下，當地的觀光業在20世紀近趨成熟，蘇德蘭也因此在當地發展畜牧業以因應當地對於肉製品的需求。
蘇德蘭最後在1919年10月24日因病逝世。

## 註腳
1. 1 2 3 4 5 6  Parham, W. T. . Dictionary of New Zealand Biography. Ministry for Culture and Heritage.
2. ↑  Walrond, Carl. . Te Ara – the Encyclopedia of New Zealand. Ministry of Culture and Heritage.   [2021-07-17]. （原始内容存档于2022-08-18）.
3. ↑  Belich 1998，第268頁.
4. ↑  Wright 2009，第262頁.
5. ↑  Hall-Jones 1976，第76頁.